# Agrafe (palissage)
Pour les articles homonymes, voir Agrafe.
 (novembre 2019).
Si vous disposez d'ouvrages ou d'articles de référence ou si vous connaissez des sites web de qualité traitant du thème abordé ici, merci de compléter l'article en donnant les références utiles à sa vérifiabilité et en les liant à la section « Notes et références ».

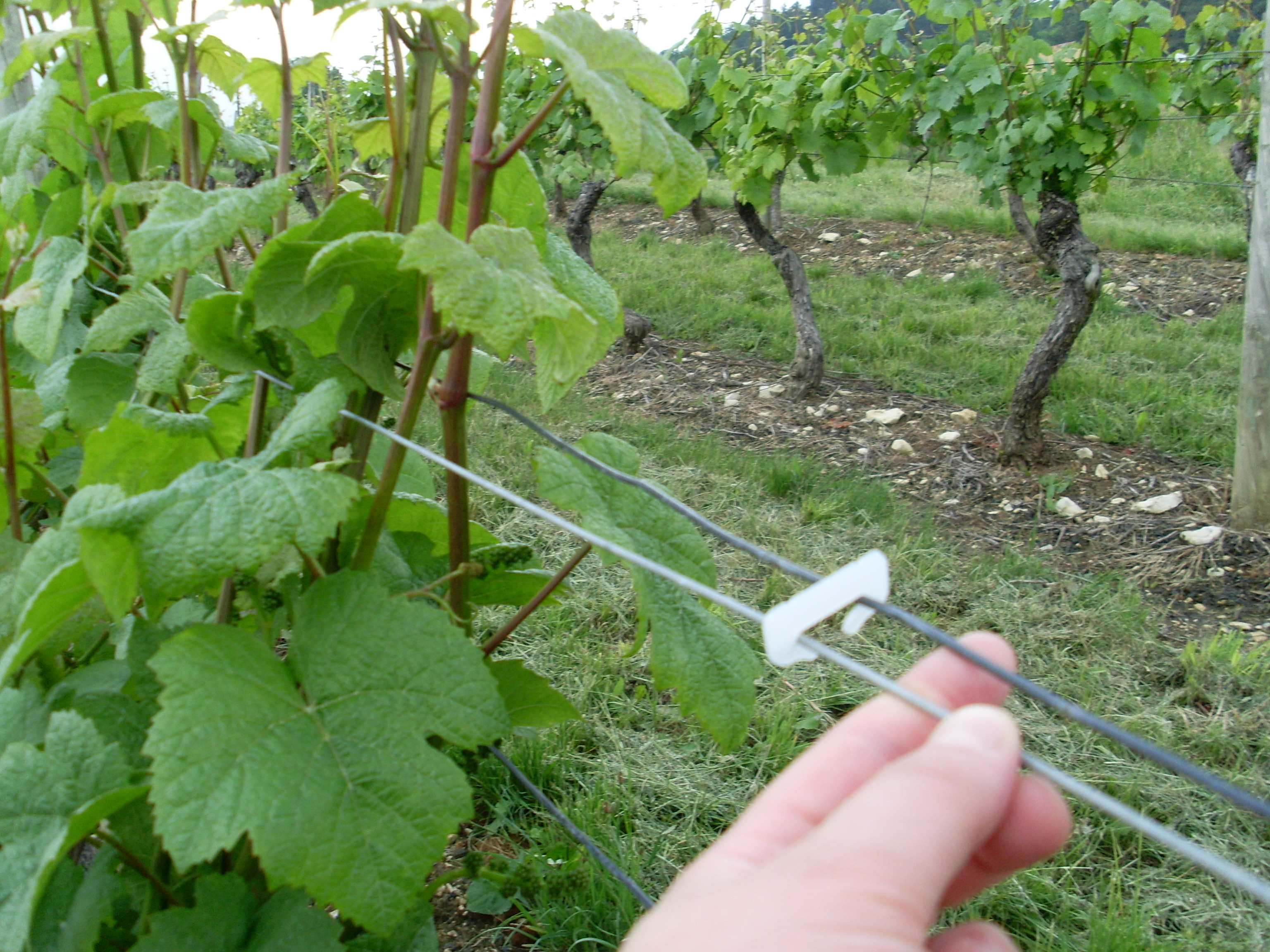
Agrafe dégradable en plastique pour le palissage de la vigne.

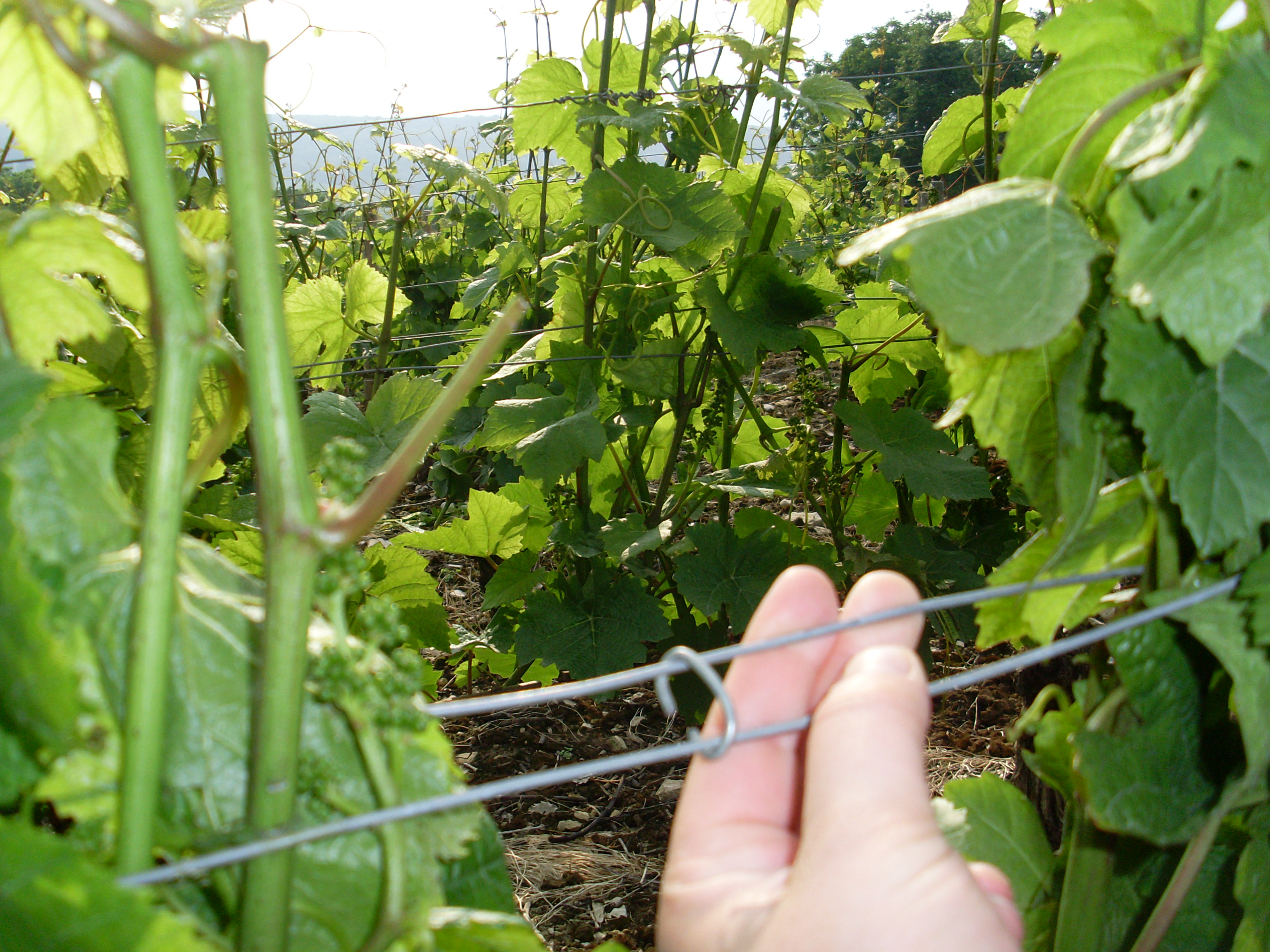
Agrafe en métal pour le palissage de la vigne.

Les agrafes sont des accessoires utilisés pour la réalisation du relevage. Elles peuvent être réalisées en de nombreux matériaux : métal, plastique, en bois, etc. Elles viennent en complément des fils releveurs. Leur choix dépend de plusieurs critères.

## Rôles
Les agrafes servent à maintenir les fils releveurs rapprochés entre eux lors de l'étape du relevage de la vigne, enserrant la végétation dans le rang. Elles favorisent l’étalement de la végétation sur le rang, elles peuvent également permettre de séparer les rameaux fructifères entre deux plants.
Elles sont qualifiées précisément, d'agrafes de relevage. Elles peuvent être à pose manuelle ou mécanisée.
L'étape du relevage est cruciale pour le viticulteur, et consiste à relever deux fils mobiles pour accompagner la pousse des rameaux fructifères afin gérer la structure globale des plants de vigne. Un relevage de qualité facilite la conduite de la vigne (rognage, vendanges, prétaille) et améliore l’efficacité des traitements phytosanitaires de la vigne. 
Les agrafes sont posées au moment du relevage, soit du début à la fin de la croissance de la vigne, entre la fin du printemps et le début de l'été (avec un fort pic d'activité sur deux mois). Elles sont retirées ou tombent au sol par perte de résistance, après les vendanges et en prévision de la taille. Certaines agrafes sont dites « permanentes » et restes accrochées à un des deux fils pendant l'hiver, jusqu'à la saison suivante. En période hivernale, les fils releveurs doivent être libres afin de permettre le tirage des bois, et de redescendre les fils releveurs au sol avant la nouvelle croissance de la vigne.
Elles sont utilisées dans des quantités différentes selon les pratiques culturales, et suivant la densité de plantation. Leur nombre peut être quasiment nul dans certains vignobles, et varier de quelques milliers à dix mille agrafes par hectare. La rentabilité du vignoble, l'objectif de qualité de viticulture, sont aussi des paramètres qui influent sur le nombre utilisé.

## Caractéristiques techniques
Les agrafes sont toutes de formes similaires par leur fonction mais elles présentent des caractéristiques différentes selon les modèles et les fabricants. 

### Dimensionnement
Le dimensionnement physique primordial d'une agrafe est son écartement de fil. Une fois positionnée, les fils sont écartés, selon les modèles d'agrafes, de 10 à 20 mm pour la quasi-totalité des modèles et peut aller dans quelques rares cas jusqu'à 100 mm. Il existe également des variations de l'agrafe selon son épaisseur, sa largeur, et son poids.

### Résistance
Pour les pièces récupérables et réutilisables la notion de solidité est simple, plus elle est solide, plus longue sera son utilisation.
Pour les agrafes dégradables (qui cassent à la fin de la saison), la résistance doit être adaptée au vignoble et à ses contraintes mécaniques. Les agrafes dégradables possèdent des résistances initiales situées entre 10 et 20 kg de force de tension. Cette résistance doit être plus importante si le vignoble est soumis à des fortes conditions de vent, s'il y a beaucoup d'opérations mécaniques dans les vignes, et dépend de la vigueur des plants et de leur charge en raisin. Pour ces agrafes dégradables, la difficulté pour les fabricants est de maîtriser la perte de résistance des pièces au cours de l'année. En effet, une agrafe doit être solide en début de saison et le plus facilement cassante en fin de saison.

### Dégradation
Les agrafes dégradables peuvent être biodégradables ou fragmentables, une notion relative au cassant des pièces. La biodégradabilité est un facteur supplémentaire réellement contraignant à la conception des modèles. Certains fabricants d'agrafes se targuent de produire des agrafes biodégradables mais en réalité très peu arrivent à cette qualité technique et à industrialiser un produit fini opérationnel. Le terme de biodégradabilité est abusivement  utilisé à des fins commerciales (par ignorance et/ou malveillance).

## Matériaux
À l'origine, les agrafes sont fabriquées en métal. Dans les années 1980 sont apparues des pièces en bois reconstitué (bois composite compressé), et des pièces en plastique.
Dans les années 2000 sont arrivées des agrafes en PLA (acide polylactique) qui sont compostables dans un site industriel spécialisé. Ces dernières sont souvent désignées comme étant faites de plastique biodégradable. Elles peuvent être en partie biossourcées mais ne sont que compostables.
Dans les années 2010 les premiers prototypes d'agrafes entièrement végétales (à base d'amidon, de matériaux composites végétaux) apparaissent chez les fabricants spécialisés. En 2015, les premières agrafes, techniquement opérationnelles et dont la biodégradabilité réelle et totale est validée par l'INRA, sont disponibles sur le marché.
Le choix du matériau à l'utilisation dépend du besoin (agrafes permanentes ou temporaires), mais aussi de beaucoup d'autres variables. En effet, la mise en marché chez les distributeurs viticoles, l'information des utilisateurs, la disponibilité des produits, leur prix, la sensibilité environnementale et éthique du viticulteur, sont des facteurs qui jouent sur les agrafes qui seront finalement choisies pour la saison de relevage.